# Dasha Astafieva
Daria "Dasha" Viktorivna Astafieva (Oekraïens: Даря "Даша" Вікторівна Астафєва) (Ordzhonikidze, 4 augustus 1985) is een Oekraïens model en zangeres. Ze is onderdeel van de popgroep, NikitA. In 2009 won ze de 55ste playmate van het jaar verkiezing.

## Carrière
Dasha Astafieva werd geboren op 4 augustus 1985 in Ordzhonikidze, in de deelstaat Dnipropetrovsk. Haar vader werkte bij de spoorwegen, en haar moeder in de kassen. Na de middelbare school volgde ze de theateropleiding in Dnepropetrovsk.
Haar modelcarrière startte in 2003. Ze verhuisde naar Kiev en ontmoette daar producent Joeri Nikitin, die haar uitnodigde om deel te nemen aan een modelwedstrijd. In 2007 won zij de wedstrijd. Ze richtte daarna haar eigen band op genaamd NikitA, die is vernoemd naar Nikitin.
In 2007 werd Astafieva playmate van het jaar in de Oekraïense versie van de Playboy. Ze werd gekozen voor het januarinummer van 2009 in de Amerikaanse versie van het blad, en werd daarmee de eerste Oekraïense in een Amerikaanse editie.
Ze werd in 2011 het gezicht van de Russische datingsite Anastasiadate.

## Filmografie
- The Girls Next Door (2008-2010)
- Lovers in Kiev (2011)